# Arderin
Arderin (en irlandais, Ard Éireann, littéralement « hauteur de l'Irlande ») est une montagne sur la frontière entre les comtés de Laois et d'Offaly en Irlande. Avec ses 527 mètres d'altitude, c'est le point culminant des monts Slieve Bloom et le point le plus élevé des deux comtés.
Arderin est également un nom générique pour une catégorie de montagnes irlandaises dans les listes gérées par la base de données des montagnes irlandaises, MountainViews ; celles de plus de 500 m avec une proéminence d'au moins 30 m. Cette liste, ainsi que d'autres complémentaires, a été publiée sous forme de livre par Collins Press. Mountainviews.ie classe en montagne une élévation au-dessus de 500 m, mais prend en compte un certain nombre de collines en dessous de ce seuil.